# Lechaschau
Lechaschau település Ausztria tartományának, Tirolnak a Reutte járásában található. Területe 6,1 km², lakosainak száma 2060 fő, népsűrűsége 340 fő/km² (2014. január 1-jén). A település 846 méter tengerszint feletti magasságban helyezkedik el.

## Fordítás
- Ez a szócikk részben vagy egészben  a   Lechaschau című angol Wikipédia-szócikk ezen változatának fordításán alapul.  Az eredeti cikk szerkesztőit annak laptörténete sorolja fel. Ez a jelzés csupán a megfogalmazás eredetét és a szerzői jogokat jelzi, nem szolgál a cikkben szereplő információk forrásmegjelöléseként.